# Петриків (Синельниківський район)
Петрикі́в — село в Україні, у Синельниківському районі Дніпропетровської області. Входить до складу Покровської селищної громади. Населення становить 6 осіб. Орган місцевого самоврядування — Покровська селищна рада.

## Географія
Село Петриків знаходиться на відстані 0,5 км від сіл Скотувате і Рівне. Поруч проходить залізниця, станція Чаплине за 3 км.

## Історія
Виникло на початку ХХ ст. Спочатку це був хутір селянина Петрика, від імені якого пішла назва поселення і балки поруч.
Коли на хутір переселились селяни, котрим влада надала цю землю, утворилося село за назвою хутора — село Петриків.
12 червня 2020 року, відповідно до розпорядження Кабінету Міністрів України № 709-р від «Про визначення адміністративних центрів та затвердження територій територіальних громад Дніпропетровської області», увійшло до складу Покровської селищної громади.
19 липня 2020 року, в результаті адміністративно-територіальної реформи і ліквідації Покровського району, село увійшло до складу новоутвореного Синельниківського району.